# Emanuel Querido
Emanuel Querido (Amsterdam, 6 augustus 1871 – Sobibór, 23 juli 1943) was een boekhandelaar en uitgever in Amsterdam, oprichter van Em. Querido's Uitgeverij. De schrijver Israël Querido (1872-1932) was zijn broer; de boekhistorica Lotte Hellinga-Querido is zijn kleindochter.

## Biografie
Querido vestigde zich in 1898 als boekhandelaar aan de Binnen-Amstel in Amsterdam; in 1911 werd dat een verzendboekhandel in Bloemendaal. Vanaf 1915 bouwde hij op Keizersgracht 333 te Amsterdam onder de naam Em. Querido's Uitgeverij een uitgeversbedrijf op, dat in de jaren dertig ook onderdak bood aan Duitstalige auteurs in ballingschap die getroffen waren door censuur en vervolging in nazi-Duitsland.
Tijdens de Duitse bezetting in de Tweede Wereldoorlog doken de Joodse Querido en zijn vrouw Jane Querido-Kozijn onder in Het Gooi, eerst in Laren, later in Blaricum. Door verraad vielen ze in de zomer van 1943 in Duitse handen. Beiden werden in het kamp Sobibór vermoord.